# World of Warcraft
World of Warcraft (WoW) – gra komputerowa z gatunku MMORPG wyprodukowana i wydana przez Blizzard Entertainment w 2004 roku. Jej akcja toczy się kilka lat po wydarzeniach przedstawionych w grze Warcraft III: The Frozen Throne, w świecie Azeroth. World of Warcraft jest czwartą (nie licząc innych dodatków) grą w uniwersum Warcrafta.

## Fabuła
Wydarzenia World of Warcraft dzieją się kilka lat po wydarzeniach z Warcraft III: The Frozen Throne. Po przejściu Legionu i Plagi, świat jest zrujnowany. Część Plagi zbuntowała się i założyła własne miasto – The Undercity. Tytułują się mianem Opuszczonych (ang. Forsaken), a ich liderką jest była dowódczyni wojsk obronnych Silvermoon City – Sylvanas Windrunner. Gnomy ewakuowały się ze swojej stolicy – Gnomeregan z powodu skażenia toksycznym gazem produkcji doradcy króla – Mekgineera Thermaplugga i zamieszkały z Krasnoludami w Ironforge. Zaś ludzie pod dowództwem Króla Variana Wrynna za swą stolicę uznali Stormwind City w samym sercu Elwynn Forest.

### Świat gry

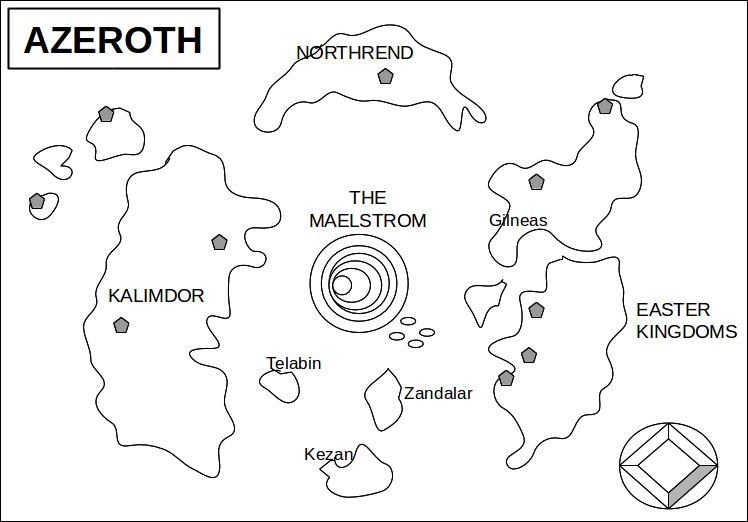
Mapa krainy Azeroth

Świat gry podzielony został na kilka stref – świat Azeroth, w skład którego wchodzą kontynenty Kalimdor i Wschodnie Królestwa (ang. Eastern Kingdoms), inny świat – Outland (dodany w dodatku The Burning Crusade), trzeci (dodany w dodatku Wrath of the Lich King) kontynent Northrend, czwarty – Pandaria (pojawił się wraz z dodatkiem Mists of Pandaria), piąty – Draenor (dodany w dodatku Warlords of Draenor), szósty – Broken Isles (dodany w dodatku Legion) oraz dwa kolejne – Kul Tiras dla przymierza i Zandalar dla hordy (dodane w dodatku Battle for Azeroth). Każda rasa zaczyna grę na jednym z dwóch kontynentów: Kalimdorze lub Wschodnich Królestwach (w dodatku Mists of Pandaria dodano trzeci obszar startowy – Wędrującą Wyspę). Przemieszczać się pomiędzy kontynentami można dość swobodnie, jednak należy zauważyć, że niektóre trasy są specyficzne dla danej frakcji. Środkami transportu pomiędzy kontynentami są statki lub sterowce goblińskie (zeppeliny). Transport kontynentalny to różnej maści gryfony, wyverny czy statki powietrzne jak i portale umieszczone w miastach Dalaran czy Shattrath. Specyficznym środkiem transportu jest rodzaj metra (Deeprun Tram) kursującego pomiędzy stolicami Przymierza: Stormwind i Ironforge.
Każdy kontynent został podzielony na wiele mniejszych krain, które różnią się scenerią, poziomami potworów, miastami oraz innymi szczegółami (np. strefa dla graczy PvP). Wśród wszystkich krain świata World of Warcraft, 12 pozostaje dostępnych dla frakcji – 6 dla hordy i 6 dla sojuszu. Są to strefy startowe, w których zaczyna się rozgrywkę (każda rasa ma własną).
W świecie Azeroth jest 13 stolic – po 5 na frakcję, oraz 3 neutralne, w których członkowie Przymierza i Hordy nie mogą się atakować.
Są to:
Przymierze:
- The Exodar – stolica draenei
- Stormwind City – stolica ludzi
- Darnassus – stolica nocnych elfów
- Ironforge – stolica krasnoludów i gnomów
- Gilneas City – stolica worgenów

Horda:
- Silvermoon City – stolica krwawych elfów
- Thunder Bluff – stolica taurenów
- The Undercity – stolica nieumarłych
- Orgrimmar – stolica orków i wyspiarskich trolli
- Bilgewater Harbour – stolica goblinów kartelu Bilgewater

Neutralne:
- Shattrath City – Outland
- Dalaran – Northrend
- Dalaran – Broken Isles

## Rozgrywka
Grę rozpoczyna się wyborem rasy i klasy postaci, a także (pośrednio – poprzez rasę) frakcji. Nadaje się swej postaci wygląd oraz imię. Po stworzeniu postaci gracz znajduje się w strefie startowej (ang. starting zone) na pierwszym poziomie rozwoju postaci. Celem gry jest osiągnięcie 60 poziomu (lub jeśli posiada się dodatek The Burning Crusade – 70, w dodatku Wrath of the Lich King – 80, w dodatku Cataclysm – 85, w dodatku Mists of Pandaria – 90, w dodatku Warlords of Draenor – 100, w dodatku Legion – 110, a w dodatku Battle For Azeroth – 120), wykonywanie zadań zlecanych przez bohaterów niezależnych, uzyskiwanie coraz wyższej reputacji w przeróżnych ugrupowaniach, zdobywanie jak najlepszego magicznego ekwipunku oraz bronienie honoru swojej frakcji na polach bitwy. Dodatkowo można też brać udział w przeróżnych zabawach (ang. event) takich jak: Walentynki, Festiwale, Święta Bożego Narodzenia, Halloween, Brewfest czy też Festiwal Ognia (ang. Fire Festival) albo Święto Księżyca – Pełni (Lunar Festival).

### Poziomy
Gracz stopniowo awansuje na coraz wyższe poziomy. Aby wejść na kolejny poziom, należy zdobyć określoną liczbę punktów doświadczenia (ang. experience points – EXP), dla każdego poziomu inną. Punkty te można uzyskać na kilka różnych sposobów, do których należą między innymi: walka i pokonywanie potworów, wykonywanie zadań, robienie instancji, odkrywanie nowych terytoriów oraz walka na battlegroundach. Na 10. poziomie gracz wybiera specjalizację klasy postaci, a od 10. poziomu co każdy poziom otrzymuje punkt talentu do wydania na umiejętności aktywne lub pasywne.

### Środki płatnicze
W grze jednostkami pieniężnymi są: sztuka miedzi (ang. copper), srebra (ang. silver) lub złota (ang. gold). 1 sztuka złota to 100 sztuk srebra, a 1 sztuka srebra to 100 sztuk miedzi. Istnieją również inne środki płatnicze na przykład: punkty honoru (ang. honor points) zdobywane za walkę z graczami normalnie i punkty arenowe (ang.conquest points) na arenie (PvP), Badge of Justice lub Emblem of Heroism, Emblem of Valor, Emblem of Conquest, Emblem of Triumph i Emblem of Frost w dodatku Wrath of the Lich King – moneta służąca do wykupywania niektórych przedmiotów (nie wymienialna za złoto) oraz tak zwane „tokeny” za walkę z przeciwnymi graczami na polu bitwy. W aktualizacji 4.01 wszystkie Badge of Justice zostały zamienione na jednostki pieniężne, Emblem of Heroism, Emblem of Valor, Emblem of Conquest, Emblem of Triumph i Emblem of Frost zostały zamienione na Justice Point, za które gracze kupują nowy ekwipunek dla swoich bohaterów. Dodatkowo oprócz Justice Point gracze zdobywają Valor Point.

### Zadania
Wielu napotkanych bohaterów niezależnych (NPC) proponuje graczom różne zadania. Większość sprowadza się do pokonania kilku potworów tego samego rodzaju lub zdobycia łupu (ang. loot). Istnieje jednak wiele innych misji – eskortowanie, tworzenie części pancerza lub broni, zbieranie ziół, metali lub skór zwierzęcych, obrona ważnych postaci przed atakami przeciwników, czy po prostu zaniesienie wiadomości do innego NPC-a.

### Profesje
Każda z postaci może nauczyć się dwóch profesji głównych (ang. primary) oraz wszystkich profesji pobocznych (ang. secondary).

#### Profesje główne
Profesje główne dzielą się na dwa rodzaje – produkcyjne (ang. production) oraz zbierania (ang. gathering). Profesje zbierania dają możliwość gromadzenia różnych materiałów takich jak rudy metalu, kamienie szlachetne itd., które są wykorzystywane przez profesje produkcyjne do wytwarzania przedmiotów – np. zbroi, broni i mikstur. Aby stworzyć przedmiot trzeba wcześniej zdobyć jego plany (ang. recipes). Plany znajdują się w zdobytych łupach lub można je uzyskać od trenera. Niektóre magiczne przedmioty są tak potężne, że wiedza potrzebna do ich wykonania znajduje się tylko w starożytnych grobowcach lub świątyniach.

#### Profesje poboczne
Każda postać może nauczyć się wszystkich profesji pobocznych na tej samej zasadzie co normalnych – jednak te nie liczą się do dwóch profesji przysługujących każdej postaci. Rozwija je się tak samo, z wyjątkiem jeździectwa. Przy zakupie tej profesji ma się maksymalny jej poziom, ale kolejne stopnie zaawansowania są bardzo drogie.

### Instancje
Instancje (ang. instance nazywane także strefami zorganizowanej współpracy graczy) to katakumby lub kompleksy budynków zamieszkane przez wrogie istoty. Od innych miejsc różnią się tym, że potwory w nich są silniejsze. Z tego względu można do nich schodzić tylko z grupami graczy. Do około 55. poziomu są to tylko grupy 5-osobowe, w późniejszych poziomach także 10-, 20- i 40-osobowe (rajdy). Aby grupy nie kolidowały ze sobą, gdy drużyna schodzi do podziemia tworzona jest równoległa kopia tejże. Do każdej kopii może wejść jedna drużyna. Dzięki temu, nawet w instancjach kilkuosobowych, równolegle mogą przebywać setki osób. Instancje są dostępne dla obu frakcji, łącznie z Ragefire Chasm, które znajduje się w samym środku stolicy orków (Orgrimmar) oraz Stockade znajdujące się w stolicy Ludzi (Stormwind), do których można wchodzić za pomocą dungeon finder.

### Talenty
Od 10. poziomu postać zyskuje 1 punkt talentów po każdym wejściu na kolejny poziom. Mogą one zostać zużyte na wzmocnienie określonych talentów postaci gracza, które dzielą się na 3 ścieżki, inne dla każdej klasy. Jeden punkt talentu może zostać wykorzystany raz i na jeden talent – chociaż niektóre talenty mogą otrzymać po kilka punktów (do 5). Nie wszystkie talenty są dostępne od razu – możliwość ich uzyskania odblokowuje się dopiero po użyciu określonej liczby punktów w danej ścieżce.
Ważne jest, by talenty rozdać w odpowiedni sposób, ponieważ wpływa to statystyki i siłę czarów/umiejętności postaci. Ponadto oduczenie talentów kosztuje sporo złota, a kolejne zmiany – coraz więcej. By nie popełniać błędów przy ich właściwym rozdawaniu możemy skorzystać z „kalkulatora talentów”. Co jakiś czas Blizzard zmienia drzewka talentów w znaczącym stopniu, wtedy wszyscy gracze muszą ustawić talenty na nowo, co wiąże się z dodatkowym wydatkiem w postaci wyższych poziomów zaklęć z talentów.
U każdej klasy mamy do wyboru 3 Drzewka Talentów.

### Umiejętności
Umiejętności każdej postaci są podzielone na 4 ścieżki – generalna i 3 zależne od klasy. O ile generalne pochodzą od profesji lub rasy, to 3 są unikalne dla każdej z klas. Istnieją umiejętności pasywne oraz aktywne. Pasywne są dostępne cały czas, aktywne trzeba wcześniej uruchomić. Najczęściej wiąże się to z utratą części punktów energii magicznej mana, punktami energii energy i punktami furii rage, punkty te jednak łatwo jest odzyskać.

### Frakcje
W świecie gry istnieją różne organizacje. W ramach każdej frakcji można zdobywać reputację, a w nagrodę można dostać zniżkę u sprzedawców należących do danej frakcji lub ciekawe przedmioty. Istnieje kilka stopni reputacji, wypisanych poniżej wraz z punktami potrzebnymi, aby zyskać kolejny stopień.

### Gildie
Każdy gracz w grze może założyć swoją gildię. Wystarczy 5 osób chętnych do dołączenia. Można także zaprojektować tabard, czyli kamizelkę gildyjną. Pojawia się na nim taki sam wzór dla wszystkich członków gildii. Gildie nie mają żadnych ograniczeń, poza tymi nałożonymi przez graczy.

### Domeny
Serwery, na których toczy się gra, są podzielone na obszary: Europa (5 regionów), Ameryka (3 regiony), Chiny (7 regionów), Tajwan i Korea. W tych kategoriach istnieją podkategorie językowe – np. w europejskiej kategorii są serwery angielskie, rosyjskie, niemieckie, francuskie oraz hiszpańskie. W podkategoriach językowych jest jeszcze jeden podział: na grupy serwerów, zwane domenami. Różnią się one zasadami rozgrywki, dzięki czemu każdy użytkownik może wybrać typ gry, który najbardziej mu odpowiada. Są cztery typy domen: normalny (zwany również PvE), PvP, RP (ang. role-playing, domena wymagająca odgrywania postaci na zasadach domeny Normalnej/PvE) oraz RPPvP (domena wymagająca odgrywania postaci na zasadach domeny PvP). W ostatnich dwóch typach domen istnieje nakaz przestrzegania zasad odgrywania postaci; gracze mogą zostać ukarani za nie odgrywanie swojej roli. Główną różnicą między domenami PvP a PvE są zasady włączania flagi PvP, czyli oznaczenia, umożliwiającego walkę pomiędzy graczami przeciwnych frakcji. Tylko osoba, oznaczona flagą PvP, może zostać zaatakowana przez wrogiego gracza.
PvEDomena bez znaczącego podziału na strefy walki między graczami, aczkolwiek ta występuje – na polach bitwy oraz strefach tzw. „światowego PvP” (ang. „World PvP”). W domenach PvE, flaga PvP może być aktywowana tylko poprzez intencjonalne włączenie jej komendą /pvp, poprzez zaatakowanie wrogiego gracza, wejście na pole bitwy (ang. Battleground), wrogie terytorium (ang. Enemy Territory), którym jest na przykład wroga stolica (ang. Capital City) lub też poprzez rzucenie czaru na przyjaznego gracza, który ma włączoną flagę PvP. Flaga PvP jest automatycznie usuwana, jeśli gracz przez 5 minut pozostaje poza walką PvP. Wyjątkiem jest sytuacja, gdy gracz aktywuje flagę PvP poprzez wpisanie komendy /pvp. W tym wypadku gracz musi w ten sam sposób dezaktywować flagę PvP, a następnie unikać walki PvP przez 5 minut.
PvPDomena orientowana na walkę pomiędzy graczami. W domenach PvP gracz otrzymuje flagę PvP w momencie, w którym wchodzi na terytorium neutralne lub należące do przeciwnej frakcji. Strefy, należące do danej frakcji (przeznaczone dla postaci na poziomach 1–20 i główne miasta), są przyjazne dla gracza z tej frakcji i na wejściu oznaczone są kolorem zielonym. Kiedy gracz jakiejkolwiek frakcji wejdzie do strefy rywalizacji (ang. contested zone), oznaczonej kolorem pomarańczowym, natychmiast dostaje flagę PvP. Wejście do zielonej strefy przeciwnej frakcji to sam kraniec skali, co pokazuje nazwa strefy, mająca kolor czerwony. W tej sytuacji tylko gracz, wkraczający do wrogiej strefy, zostaje oznaczony flagą PvP. Jego przeciwnicy mogą zadecydować, czy chcą podjąć z nim walkę (otrzymując tym samym również flagę PvP), czy też wolą po prostu go zignorować. Ten zabieg ma przeciwdziałać najazdom wysokopoziomowych postaci na strefy dla początkujących graczy. W domenach PvP gracze mogą tworzyć postacie tylko w jednej z dwóch frakcji (Hordzie lub Alliance), w przeciwieństwie do domen PvE, gdzie nie ma takiego ograniczenia.
RPDomena orientowana na kontakt międzyludzki. W domenach RP obowiązują te same zasady, co w domenach PvE z tą różnicą, że gracze muszą odgrywać swoje postacie. Oznacza to, że starają się zachowywać, mówić i grać zgodnie z charakterem, historią i cechami swoich postaci. Jeśli gracz chce przekazać innym osobom jakieś informacje spoza świata gry (o których jego postać nie ma prawa wiedzieć), całą wypowiedź powinien ująć w ((podwójne nawiasy)) lub poprzedzić skrótem „OOC:” (czyli Out Of Character). Publiczne kanały są zazwyczaj wyłączone z obowiązku odgrywania postaci, ale wymagane jest użycie kulturalnego języka. Generalnie najważniejszą zasadą domen RP jest granie w taki sposób, aby nie przeszkadzać innym w odgrywaniu ich postaci i wczuwaniu się w klimat świata.
RPPvPJest to typ domeny, łączący zasady domen RP z zasadami domen PvP. Oznacza to, że wymagane jest odgrywanie postaci, a przy tym wejście w strefę, należącą do przeciwnej frakcji, skutkuje włączeniem flagi PvP, umożliwiającej walkę z innymi graczami. Domeny RPPvP powstały później niż pozostałe typy domen, na prośbę graczy.

### Rasy
Rasy są podzielone na dwie frakcje: przymierze i hordę. Podczas tworzenie postaci gracz może wybrać spośród dziewiętnastu ras.

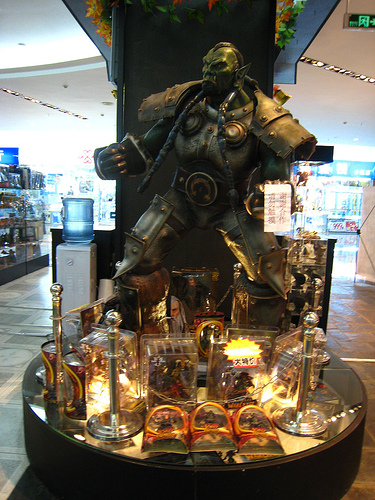
Statua Thralla, dowódcy orków, na wystawie Blizzarda w Pekinie, 2006

Każda rasa ma swojego lidera rasowego, który rezyduje w stolicy – jest on dowódcą najazdów (ang. raid). Ponadto istnieje wiele ras pobocznych, m.in. naga, gnolle, koboldy, satyry, murloki, ogry, naaru.

### Klasy
Dostępne klasy postaci to:
- Druid
- Łowca (ang. Hunter)
- Mag (ang. Mage)
- Paladyn (ang. Paladin)
- Kapłan (ang. Priest)
- Łotrzyk (ang. Rogue)
- Szaman (ang. Shaman)
- Czarnoksiężnik (ang. Warlock)
- Wojownik (ang. Warrior)
- Rycerz śmierci (ang. Death Knight) (pojawia się wraz z dodatkiem Wrath Of The Lich King do stworzenia rycerza śmierci musimy posiadać drugą postać z 55 poziomem doświadczenia)
- Mnich (ang. Monk) (pojawia się wraz z dodatkiem Mists of Pandaria)
- Łowca Demonów (ang. Demon Hunter) (pojawia się wraz z dodatkiem Legion)
- Dracthyr (pojawia się wraz z dodatkiem Dragonflight)

### Niedostępne miejsca
W okresie poprzedzającym dodatek Cataclysm istniały miejsca, które były niedostępne w standardowy sposób. Na część z nich można było się dostać poprzez portale, wykonując jakieś questy, niektóre były widoczne tylko z lotu ptaka, podróżując gryfonem lub wywerną. W dodatku Cataclysm dano możliwość latania po całym świecie w Azeroth, co też spowodowało, że duża część miejsc niedostępnych straciła ten status. Wciąż jednak istnieją lokacje zarówno na otwartym terenie, jak i wewnątrz, niedostępne dla graczy, jak choćby Północny Lordaeron.

## Produkcja i wydanie gry
Pierwsze informacje o produkcji gry pojawiły się 2 września 2001 roku na konferencji firmy Blizzard w Londynie. Gra World of Warcraft została wydana 23 listopada 2004 w Ameryce Północnej, Australii i Nowej Zelandii na 2 platformy: PC i Macintosh. Premiera w Korei Południowej odbyła się 18 stycznia 2005 zaś premiera europejska odbyła się 11 lutego 2005. W Chinach gra trafiła na półki 6 lipca 2005. W sprzedaży dostępnych jest 5 wersji: angielska, francuska, hiszpańska, niemiecka oraz rosyjska. 2 marca 2005 w Chinach rozpoczęły się zapisy na beta testy tej gry, w ciągu 1 godz. zarejestrowało się 100 tys. osób. World of Warcraft został uznany za najlepszą grę targów gier komputerowych E3 w 2003 roku.
Pierwszy dodatek do World of Warcraft pod tytułem World of Warcraft: The Burning Crusade został wydany 16 stycznia 2007. 3 sierpnia 2007 pojawiła się informacja o drugim dodatku World of Warcraft: Wrath of the Lich King, który ujrzał światło dzienne 13 listopada 2008. W 2009 została potwierdzona informacja o trzecim dodatku do gry. World of Warcraft: Cataclysm miał premierę 7 grudnia 2010. W październiku 2011 na konferencji BlizzCon został zapowiedziany czwarty dodatek do gry o nazwie Mists of Pandaria, który miał premierę 25 września 2012.

### Początki
World of Warcraft na początku swego działania miał pewne problemy. Z jednej strony wynikało to z dużej liczby osób, które zakupiły grę, ale również z niestabilności działania serwerów. Ze względu na duży sukces marketingowy i dużą liczbę kopii gry zdarzało się, iż gracze zmuszeni byli do oczekiwania w kolejce do logowania do niektórych światów, aby nie było dużych lagów (opóźnień w transmisji danych). Po dodaniu większej liczby serwerów, kolejki stały się o wiele krótsze. Tym niemniej w niektórych lokalizacjach, takich jak Stormwind City czy Orgrimmar, gracze doświadczali problemów związanych z działaniem serwerów oraz sieci. Firma Blizzard wydała oświadczenie o podjęciu prób rozwiązania tych problemów.

### Edycja kolekcjonerska
Edycja kolekcjonerska gry World of Warcraft była dostępna w ograniczonej liczbie egzemplarzy, z których większość została wykupiona jeszcze przed oficjalną premierą. W skład zestawu wchodziło:
- specjalne pudełko, przypominające swoim wyglądem księgę,
- 200-stronicowy album „The Art of World of Warcraft” zawierający szkice, projekty koncepcyjne lokacji i inne,
- płyta DVD zawierająca intro gry World of Warcraft, intro i outro gry Warcraft III: The Frozen Throne, a także liczne trailery i materiały o powstawaniu tej produkcji,
- materiałowa mapa świata,
- gra World of Warcraft na 4 CD,
- gra World of Warcraft na 1 DVD,
- tzw. „Guest Pass Key”, pozwalający na utworzenie bezpłatnego, 10-dniowego konta do testów,
- ścieżka dźwiękowa z gry i kilka utworów z Warcraft III: The Frozen Throne,
- własne zwierzątko w grze: Mini Diablo, Panda lub Zerg,
- instrukcja z podpisami twórców.

### Ścieżka dźwiękowa
Ścieżka dźwiękowa World of Warcraft została skomponowana przez Jasona Hayesa, Tracy’ego W. Busha, Dereka Duke’a i Glenna Stafforda. Wydano ją 23 listopada 2004 razem z kolekcjonerską edycją gry, była także sprzedawana w formacie MP3. Spis piosenek oryginalny – po angielsku.
| World Themes 1. Main Title: Legends of Azeroth 2. Exclusive Track: The Shaping of the World 3. Exclusive Track: Legacy 4. Exclusive Track: Song of Elune 5. Exclusive Track: Echoes of the Past 6. A Call to Arms 7. Intro Movie: Seasons of War | City Themes 1. Stormwind 2. Orgrimmar 3. The Undercity 4. Thunder Bluff 5. Darnassus 6. Ironforge |
| Ambient Music 1. Elwynn Forest 2. Duskwood 3. Dun Morogh 4. Burning Steppes 5. Shimmering Flats 6. Felwood 7. Stranglethorn Vale 8. Tanaris 9. Teldrassil                                                                                        | Intro Cues 1. Tavern 2. Moonfall 3. Ruins 4. Temple 5. Lurking 6. Sacred 7. Graveyard 8. War      |

## Odbiór gry

### Społeczność
Liczba zarejestrowanych graczy przekraczała w drugim kwartale 2011 roku 11 milionów subskrybentów. Każdy dodatek powodował wzrost liczby graczy, po czym następował stopniowy jej spadek. W przypadku dodatku Cataclysm oszacowano, że spadek ten był już większy. W lipcu 2013 roku podano, że w tytuł gra regularnie 7,7 mln osób.
Społeczność tworzą gracze zarówno w świecie Warcrafta, jak i poza nim. W Polsce jest wiele serwisów internetowych oraz forów dyskusyjnych poświęconych tej grze. Gracze udzielają się w różny sposób, także artystycznie, tworząc różne „dzieła” związane z grą. Wielu graczy nakręca filmy wideo w świecie gry i udostępnia je w internecie, zarówno filmiki reklamowe swoich gildii, jak i różnego typu covery teledysków i filmów normalnych.
World of Warcraft jest grą silnie oddziaływającą na gracza. Istnieją nawet grupy wsparcia dla żon, których mężowie uzależnili się od grania w WOW. W Chinach wprowadzono ograniczenia czasu gry, żeby zmniejszyć ryzyko uzależnień. Po 3 godzinach zabawy gracz nie traci wprawdzie połączenia z serwerem, ale w przypadku dalszej gry zdobywa zdecydowanie mniej punktów doświadczenia, „pieniędzy” i przedmiotów.

## Subskrypcja
World of Warcraft jest grą płatną, wymagany jest nie tylko zakup zestawu oprogramowania i wraz z nim licencji, ale także wnoszenie stałej opłaty abonamentowej za grę na serwerach.
20 czerwca 2011, wraz z aktualizacją 4.2, zamieniono dziesięciodniową darmową rozgrywkę (tzw. „trial”) na grę bezpłatną dla postaci do 20 poziomu doświadczenia.

## Wymagania systemowe
Minimalne dla Windows
- Windows® 7 64-bit
- Intel® Core™ i5-3450

AMD FX™ 8300
- 4 GB RAM (8 GB, jeśli używana jest obsługiwana zintegrowana grafika)
- NVIDIA® GeForce® GTX 760 2 GB

lub AMD Radeon™ RX 560 2 GB
lub Intel® UHD 630
(45W TDP) *Wymaga wsparcia sterownika producenta.
- Dysk SSD

100 GB dostępnego miejsca
lub
Dysk HDD
100 GB dostępnego miejsca
(w zależności od wydajności dysku HDD, może mieć on wpływ na jakość rozgrywki)
- DVD-ROM wymagany do instalacji z płyty
- Połączenie szerokopasmowe

Minimalne dla Macintosh
- macOS® 10.12 (najnowsza wersja)
- Intel® Core™ i5-4670
- 4 GB RAM (8 GB, jeśli używana jest obsługiwana zintegrowana grafika)
- NVIDIA® GeForce® GT 750M 2 GB

lub AMD Radeon™ R9 M290 2 GB
lub Intel® UHD 630 (macOS 10.13 lub wyższy, 45 W) GPU obsługujące technologię Metal
- Wymagana klawiatura i mysz.

Inne urządzenia wejściowe nie są obsługiwane.
Rekomendowane dla Windows
- Windows® 10 64-bit
- Intel® Core™ i7-6700K

AMD Ryzen™ 7 2700X
- 8 GB RAM
- NVIDIA® GeForce® GTX 1080 8 GB

lub AMD Radeon™ RX Vega 64 8 GB lub lepsza
- (Pełną listę obsługiwanych kart graficznych można znaleźć na stronie World of Warcraft obsługiwane karty graficzne. Strona w języku angielskim)
- Mysz z wieloma przyciskami i kółkiem przewijania
- Szerokopasmowe połączenie internetowe

Rekomendowane dla Macintosh
- macOS® 10.14 (najnowsza wersja)
- Intel® Core™ i7-6700K
- 8 GB RAM
- AMD Radeon™ RX Vega 64 8 GB lub lepsza
- Reszta sprzętu taka jak w Windows

## Wersje
Gra World of Warcraft jest na bieżąco aktualizowana przez firmę Blizzard. Aktualizacja jest przeprowadzana automatycznie przez klienta usługi Battle.net. Pobieranie odbywa się na zasadzie Peer-to-peer, pozwalając użytkownikom przesyłać dane aktualizacji pomiędzy sobą.

## Modyfikacje
W World of Warcraft istnieje możliwość prostego zmieniania interfejsu użytkownika. Można dokonywać dowolnych zmian pasków narzędzi (ang. toolbar) i klawiszy szybkiego dostępu (ang. hotkey). Istnieje też możliwość tworzenia makr do automatyzacji zestawów komend oraz pisania bardziej zaawansowanych skryptów użytkowych przez gracza.
Zakres dostępnych modyfikacji jest szeroki – od możliwości sterowania Winampem w trakcie gry, do dodawania następnych szeregów pasków z czarami, umiejętnościami i innymi. Stworzono wiele modów, które mają znaczenie wyłącznie kosmetyczne, np. modyfikacja odtwarzająca popularny dźwięk 'Leeroy Jenkins'.
Wszystkie dodatki (addons) są napisane w języku Lua z użyciem XML-a, a pliki graficzne zapisane są w formatach TGA (Targa) i BLP. Blizzard stworzył program użytkowy do edycji interfejsu użytkownika, który nosi nazwę Cui.
Niektóre programy, działające niezależnie od gry mogą być uważane za nadużycia (ang. exploit), szczególnie jeśli automatyzują działanie w grze w większym stopniu niż wbudowany mechanizm makr, czy też pobierają lub przekazują informacje do gry. Stosowanie takich modów jest sprzeczne z warunkami użytkowania, które każdy grający musi zaakceptować rozpoczynając grę i może ostatecznie prowadzić do zawieszenia lub stałego zablokowania konta gracza (dokładnie jego kodu płyty, CD-KEY). Firma zastrzegła sobie prawa autorskie do wprowadzonych przez użytkowników zmian, jeśli mają one wpływ na przebieg walk w grze.
Od końca sierpnia 2019 r. wprowadzono dodatek World of Warcraft Classic.